# Felswand „Tauchstein“
Die Felswand „Tauchstein“ ist ein flächenhaftes Naturdenkmal und ein Geotop auf dem Gebiet der baden-württembergischen Gemeinde Talheim im Landkreis Heilbronn.

## Kenndaten
Das rund 6800 m² große Naturdenkmal wurde mit Verordnung vom 18. Juli 1986 ausgewiesen.

## Lage und Beschreibung
Die Felswand Tauchstein liegt am südlichen Ortsende von Talheim, wo sie einen Abschnitt der steilen, unteren östlichen Böschung des Schozachtals bildet. Im Norden dieses Abschnittes befindet sich ein kleiner, stillgelegter (aufgelassener) Kalksteinbruch. Böschungsabschnitt und Steinbruch sind heute als Naturdenkmal und, unter dem Namen Felswand Tauchstein und aufgelassener Steinbruch S von Talheim, als Geotop gesetzlich geschützt. In dem Steinbruch sind die oberen „Ceratitenschichten“ (Meißner-Formation) des Oberen Muschelkalks („Hauptmuschelkalk“) bis knapp unterhalb des Kontaktes zum Unteren Keuper („Lettenkeuper“, Erfurt-Formation), der an den obersten Hängen des Schozachtales ansteht, aufgeschlossen. Nach dem Ende des Steinbruchbetriebes hat sich dort allmählich eine größere Wasserfläche, der Tauchsteinsee, gebildet.
Oberhalb von tonigen und daher wasserstauenden Schichten des Oberen Muschelkalks tritt an der Felswand im Südosten des Steinbruches Grundwasser aus, das reich an gelöstem Kalziumkarbonat („Kalk“) ist. Aufgrund der Turbulenzen und der Erwärmung des Wassers an den Quellaustritten sind dort stellenweise „dicke Kalksinter-Tapeten“ entstanden.